# Katharina Truppe
Katharina Truppe, född 15 januari 1996, är en österrikisk alpin skidåkare som debuterade i världscupen den 13 januari 2015 i Flachau i Österrike. Truppe ingick i det österrikiska lag som vann silver i lagtävlingen vid världsmästerskapen i alpin skidsport 2019.